# دانتي سبنسر
دانتي سبنسر (بالإنجليزية: Dante Spencer)‏ هو عالم نفس واخصائي تغذية وعارض أمريكي، ولد في 1966.

## وصلات خارجية
- دانتي سبنسر على موقع IMDb (الإنجليزية)
- دانتي سبنسر على موقع قاعدة بيانات الفيلم (الإنجليزية)